# Jubilejní kašna (Sokolov)
Jubilejní kašna, nazývána také Schramova kašna, se nachází na Starém náměstí v Sokolově v blízkosti kostela svatého Jakuba Většího a Základní umělecké školy Sokolov. Kulturní památkou byla prohlášena 27. prosince 2006.

## Historie
Kašna byla na sokolovském náměstí odhalena 11. prosince 1898 u příležitosti 50. výročí usednutí Františka Josefa I. na trůn. Na vznik kašny finančně přispěla významná podnikatelská rodina Schramů, přičemž hlavním iniciátorem byl Adolf Schram starší, proto se jí také někdy říká Schramova.
Na začátku 50. let 20. století byla kašna přemístěna do nově budovaného parku v městské části Butterscheibe, která byla z větší části zničena při náletu spojeneckých sil 17. dubna 1945. Přesun kašny byl odůvodněn potřebou úpravy vozovky na Starém náměstí, přes které tehdy vedla hlavní silnice spojující Karlovy Vary a Cheb. V roce 1958 bylo rozhodnuto, že namísto parku zde bude postaveno šest panelových domů, k čemuž následně došlo v roce 1960, a kašna tedy musela této výstavbě ustoupit. Tentokrát však nebyla přesunuta na nové místo, nýbrž došlo k jejímu demontování. Její části byly poté uloženy v areálu technických služeb, částečně také v depozitáři městského muzea.
V polovině 90. let vedení města Sokolov zahájilo celkovou rekonstrukci Starého náměstí a při té příležitosti bylo rozhodnuto o navrácení Jubilejní kašny na původní místo v blízkosti kostela. Před tím však musela projít kompletním restaurováním pod dohledem doc. Petra Siegla z Akademie výtvarných umění v Praze. Vzhledem k tomu, že během let došlo ke ztrátě či nevratnému poškození některých dílů, muselo být při obnově kašny vycházeno z dobových fotografií. Pro rekonstrukci kovových částí sousoší byl použit bronz ze třítunové sochy Lenina (dílo sochaře Ladislava Grulicha), kterou město věnovalo studentům pražské Akademie výtvarných umění pro jejich první práci s bronzem. Slavnostně odhalena byla 100 let od svého vzniku dne 27. října 1998 při příležitosti oslav 80. výročí založení republiky.
V roce 2007 musela kašna projít neplánovanou opravou, kdy došlo k popraskání umělého kamene a hrozilo zřícení sousoší.

### Vandalismus
Ke kašně byla v rámci rekonstrukce náměstí přivedena elektřina, aby mohla být ve večerních hodinách osvícena. Světla pod hladinou se však stala během několika málo dnů od zprovoznění terčem vandalů – jedno z nich bylo vytrženo, ostatní shořela kvůli přehřátí následkem úniku vody. Přestože město nechalo světla nově zabudovat přímo do kamene, vandaly to neodradilo, a tak byla v roce 2001 kašna na ochranu během zimních měsíců vybavena dřevěným bedněním.

## Popis
Žulová základna kašny je tvořena dvěma stupni a má tvar pravidelného osmiúhelníku. Vzdálenost protilehlých okrajů pro spodní stupeň činí 6,59 metrů, pro horní 5,51 metrů. Žulová nádrž má také osmiboký tvar a její vnější protilehlé okraje jsou od sebe vzdálené 4,47 metrů. Horní okraj nádrže je mírně rozšířen a může tedy sloužit jako sedátko.
Ve středu nádrže je umístěn podstavec z bloků lomového kamene na kterém stojí čtyřboký žulový sokl. Hrany soklu jsou zvýrazněny pomocí pilastrů a na nich umístěných kovových chrličů ve tvaru ryb, pravděpodobně delfínů. Pod i nad nimi jsou ozdobné prvky ve tvaru volut. Tělo soklu je ozdobeno oválnými bronzovými reliéfy, v současné době jsou dva. Na jihozápadní straně je vyobrazen August Schram, který byl čestným občanem města a v době vzniku kašny již po smrti. Druhý reliéf na severovýchodní straně zobrazuje sokolovský městský znak. Původně byl na těle soklu umístěn ještě třetí reliéf a to podobizna Františka Josefa I. (jak dokládají dobové kresby), která byla odstraněna někdy ve 20. letech na základě zákona na ochranu republiky. Na zbývající straně býval uveden nápis „Den Stadt Ehr und Zier“.
Vršek žulového soklu je ozdoben bronzovou mušlí ve které je usazeno sousoší trojice puttů v pyramidální kompozici, jenž má symbolizovat panství vod. Ve spodní části sousoší je pololežící postava putta, druhá postava sedí zády k němu. Mezi nimi se k obloze tyčí stojící postava amoreta, oproti svým druhům s malými křídly. Ten v pravé ruce drží malou rybku (nejspíš úhoře), z jejíž tlamy vyvěrá voda. Celková výška samotného sousoší je asi 1,8 metrů.
Autor kašny, sochař Cuno von Uechtritz-Steinkirch, se pro své dílo v Sokolově nechal pravděpodobně inspirovat vrcholně barokní Tritónovou fontánou (Fontana del Tritone, 1642–1643) v Římě od Giana Lorenza Berniniho.

## Galerie

### Pohled na kašnu

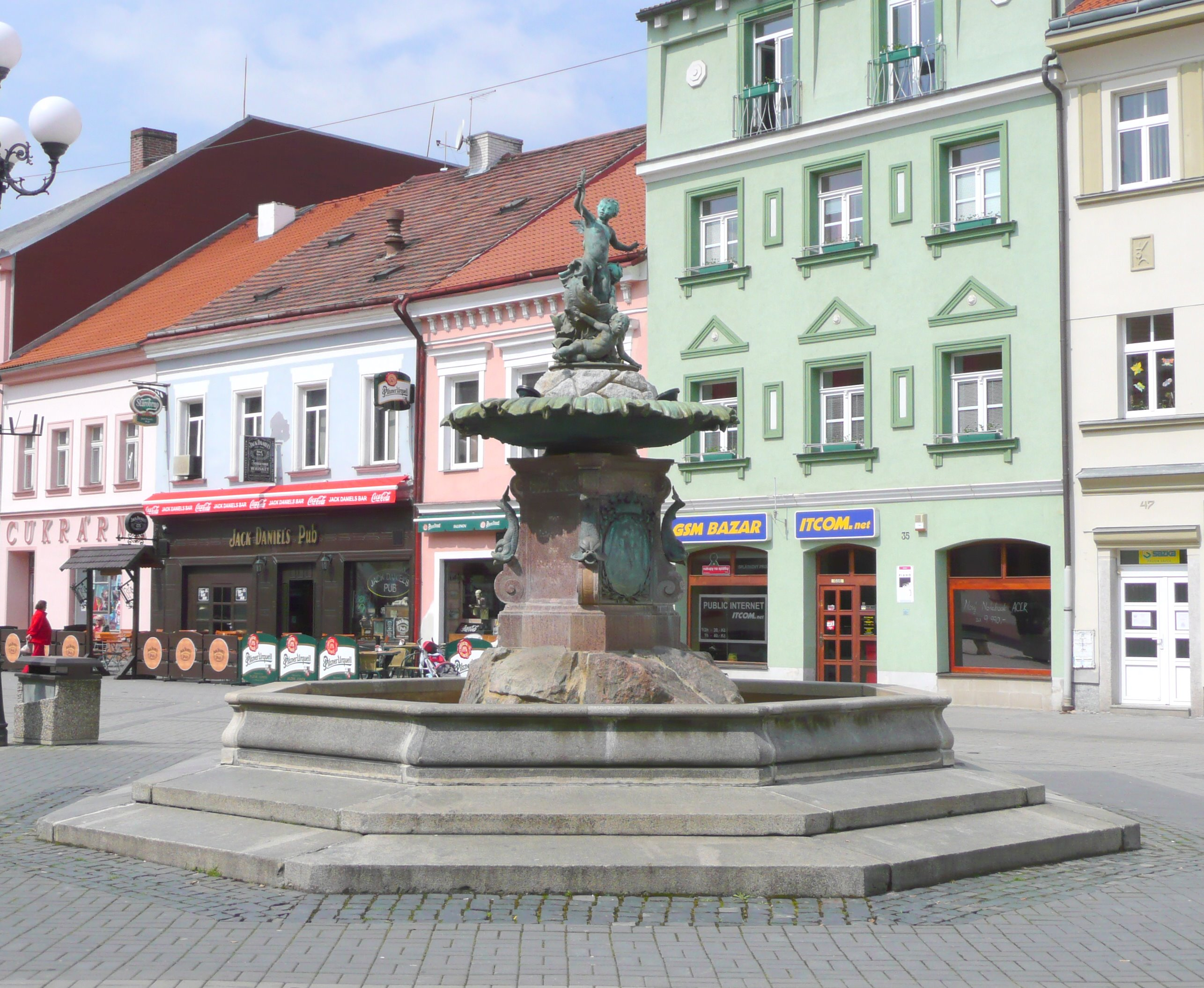
Celkový pohled na kašnu od východu
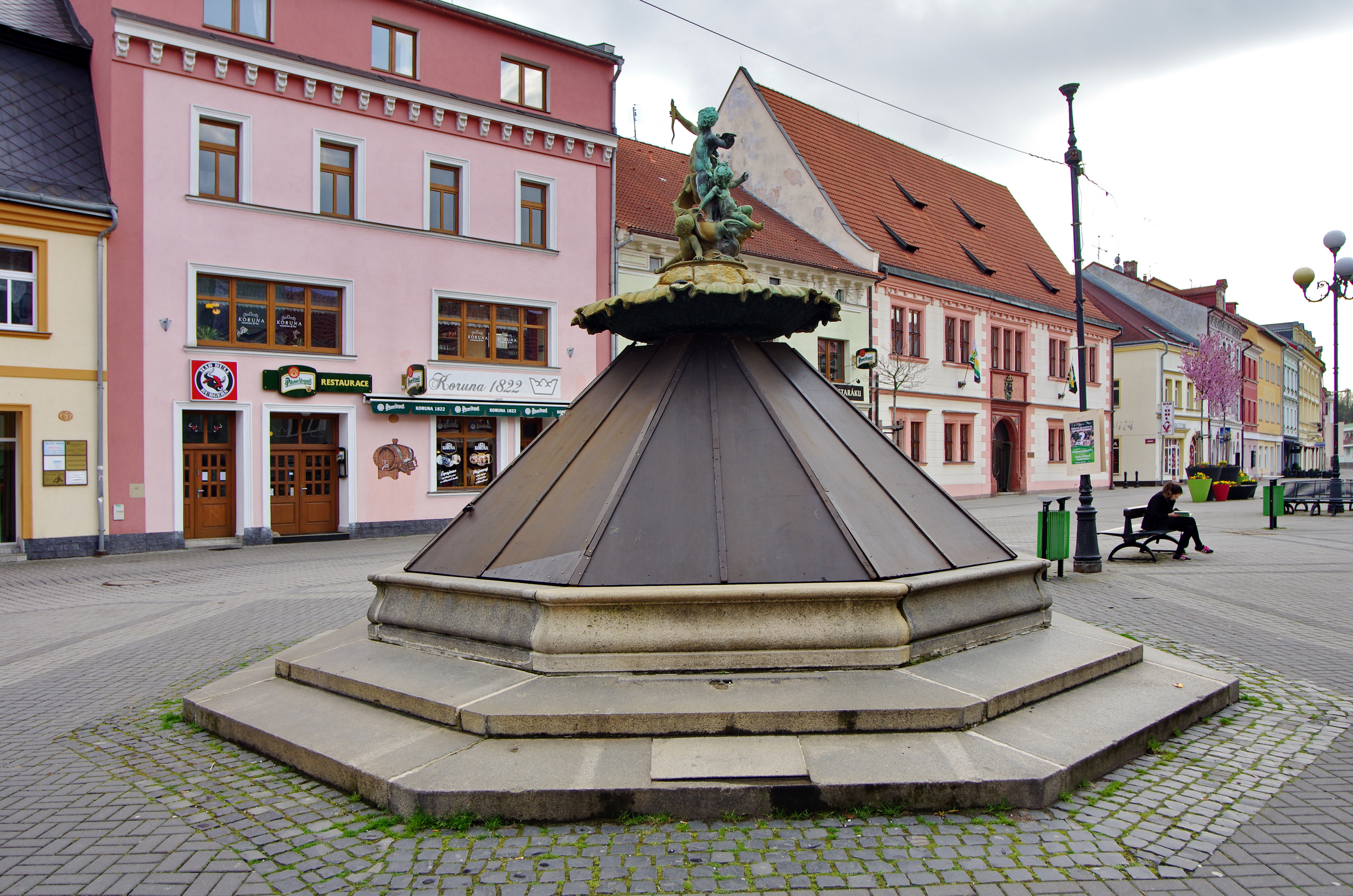
Celkový pohled na zazimovanou kašnu. V pozadí budova staré radnice
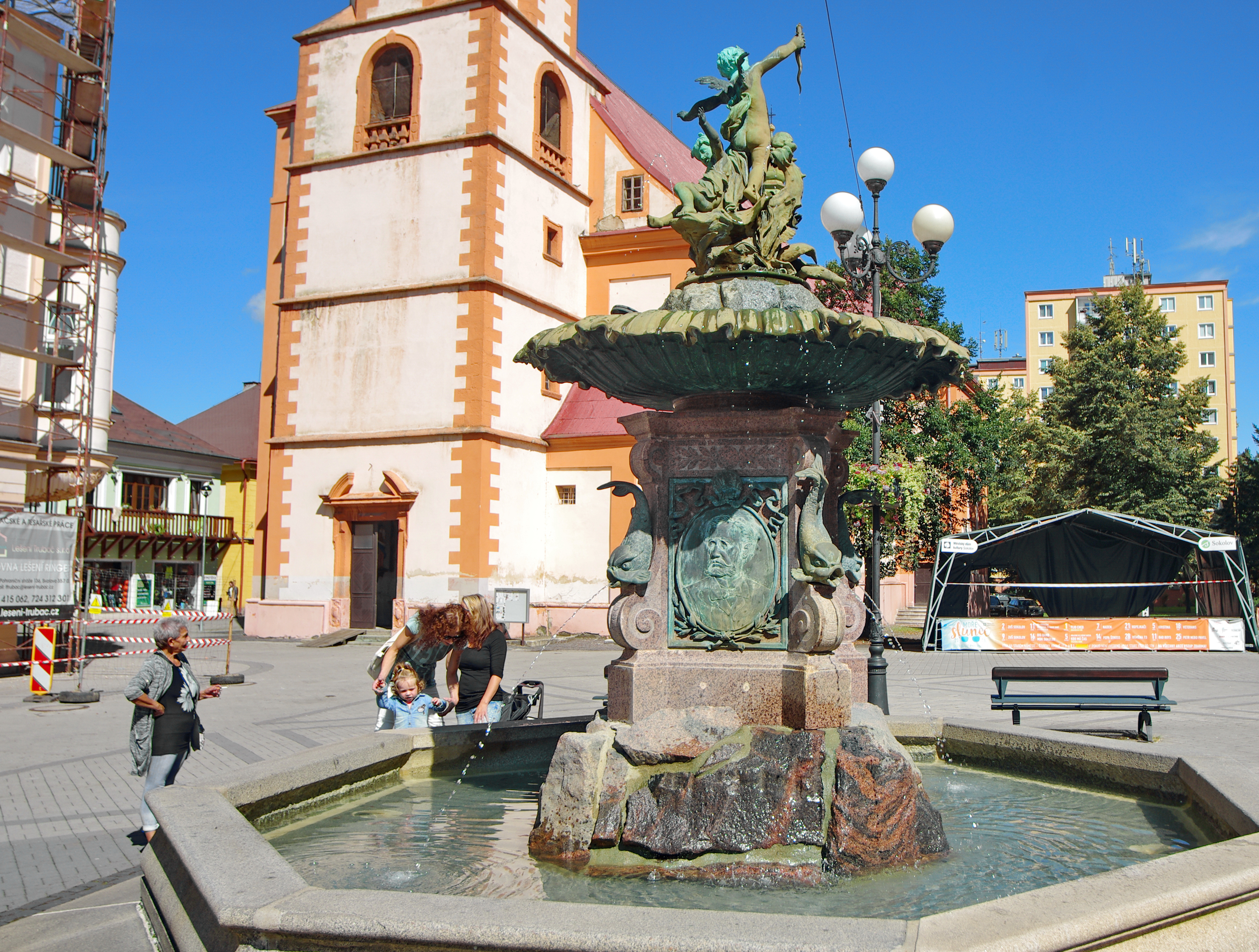
Sloup kašny s bronzovým reliéfem Augusta Schrama. V pozadí kostel svatého Jakuba Většího
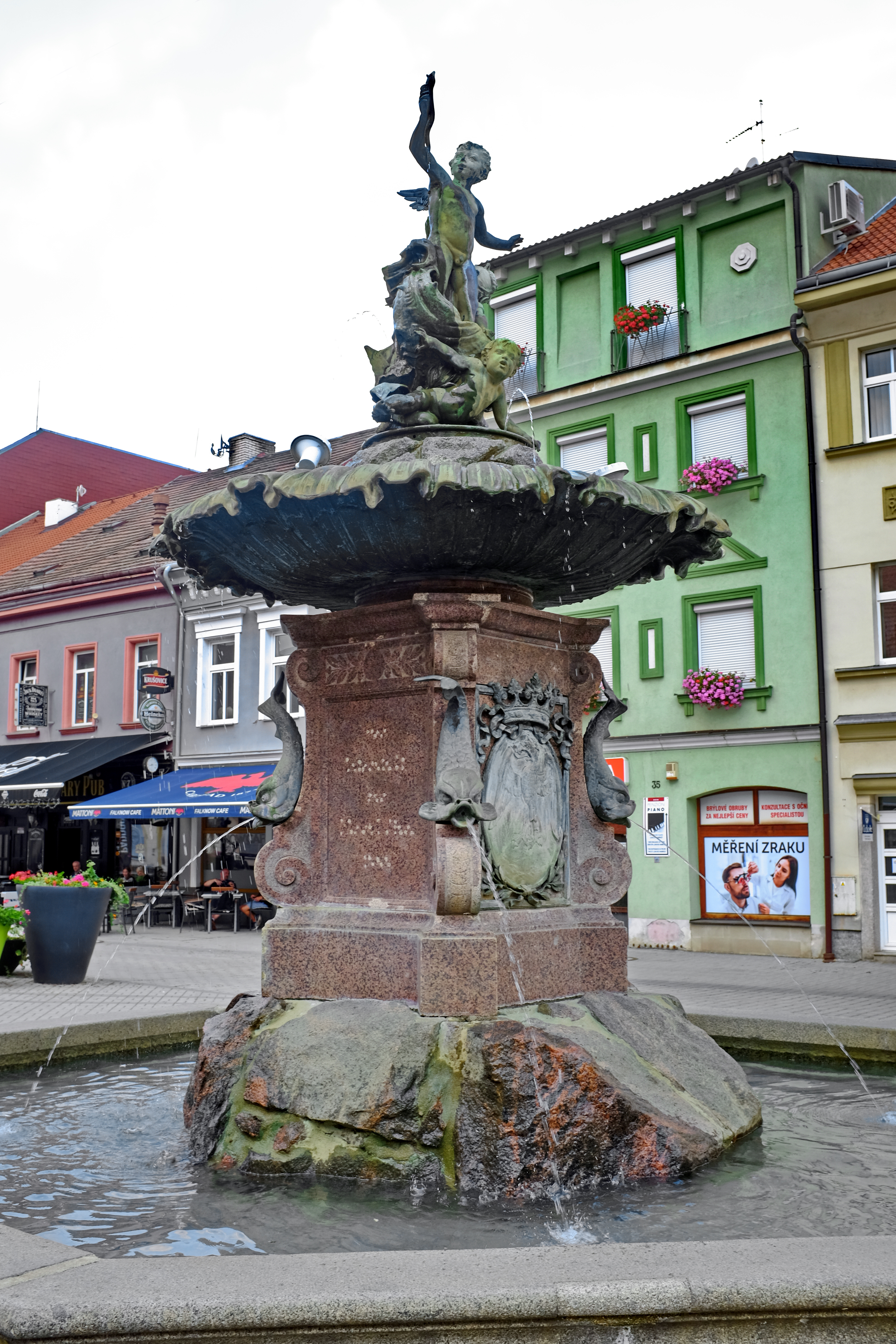
Sloup kašny s reliéfem městského znaku

### Detaily

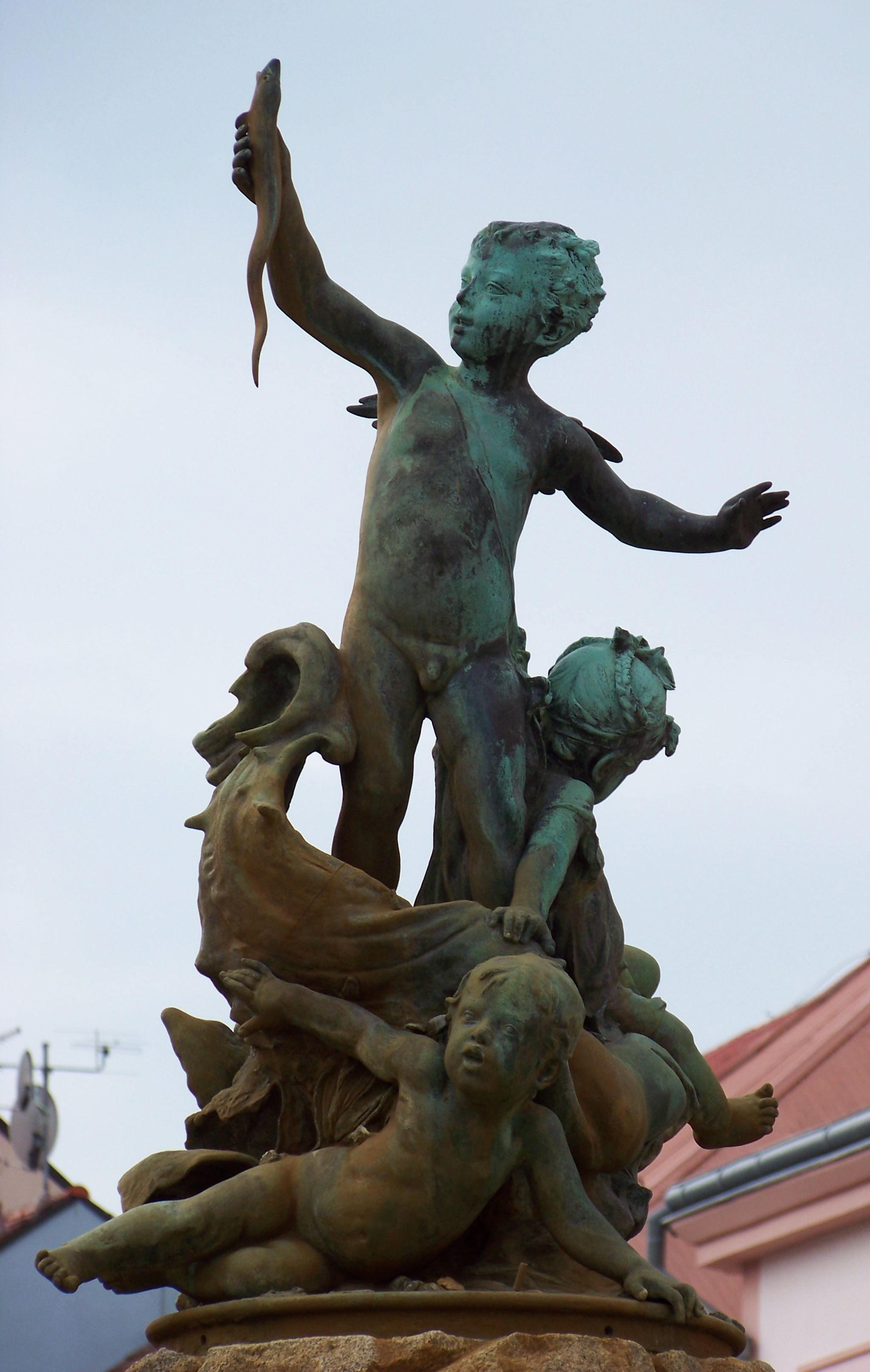
Detailní pohled na sousoší puttů zepředu
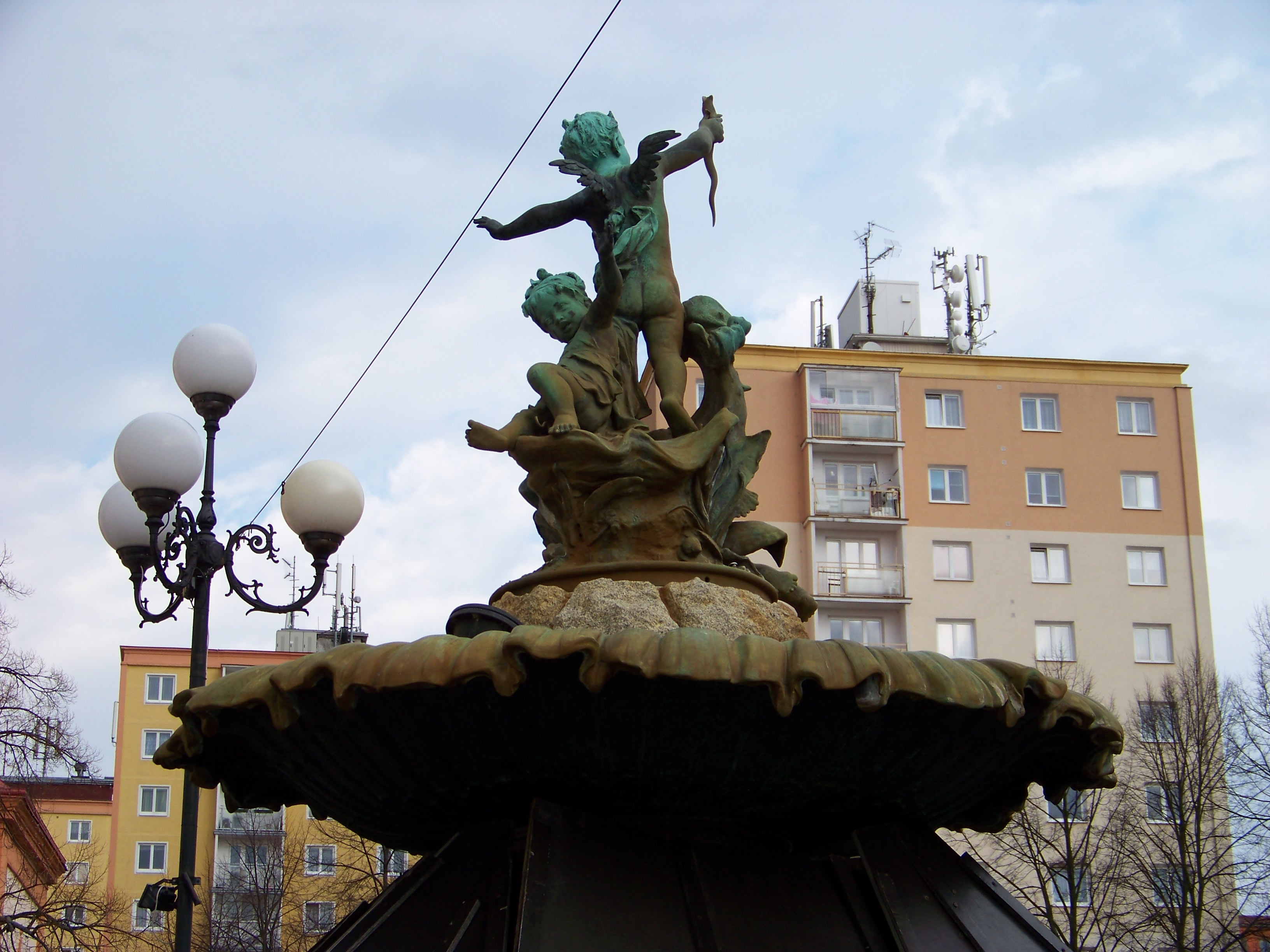
Pohled na sousoší puttů zezadu. V pozadí panelové domy
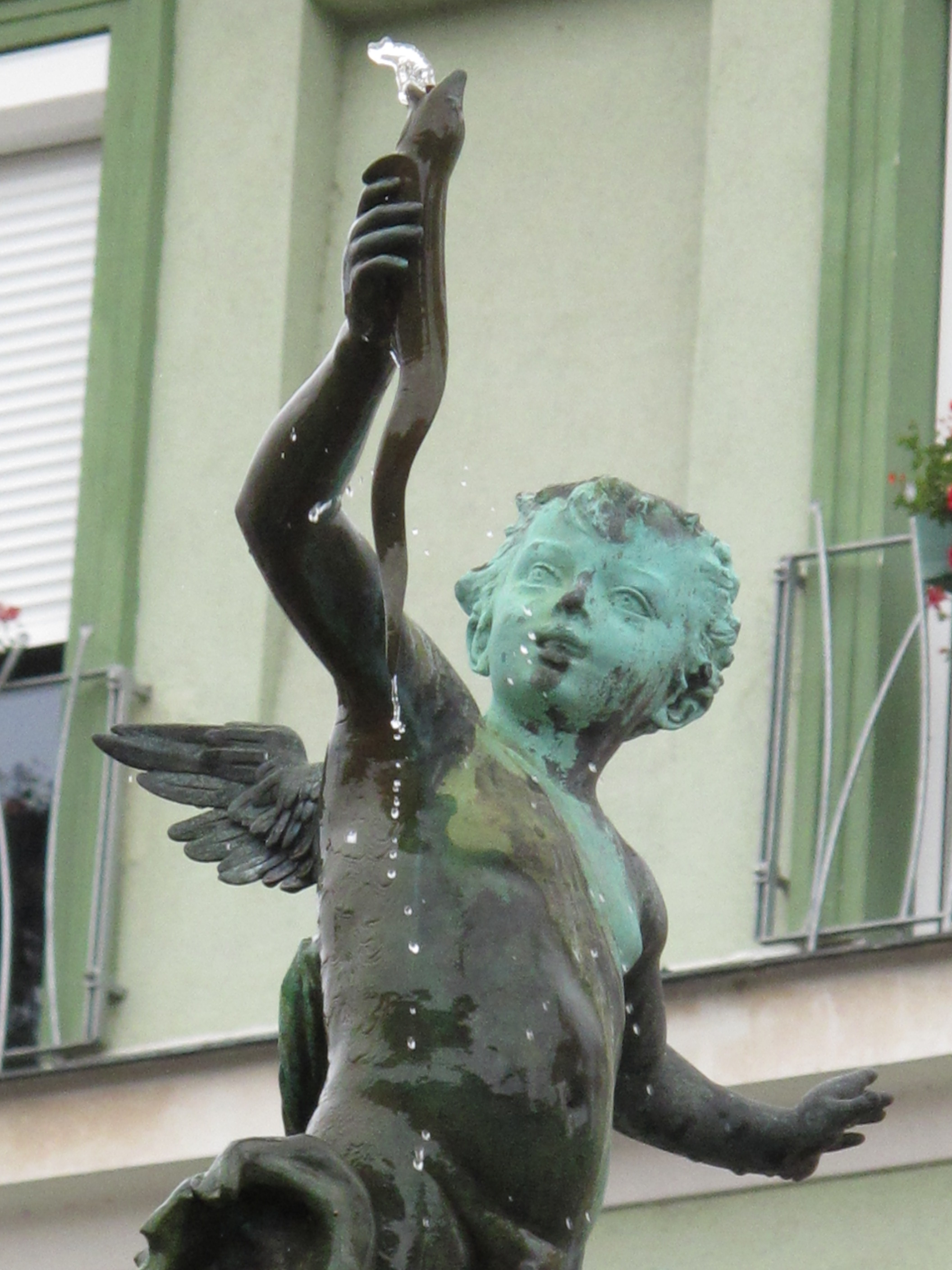
Detailní pohled na stojícího amoreta
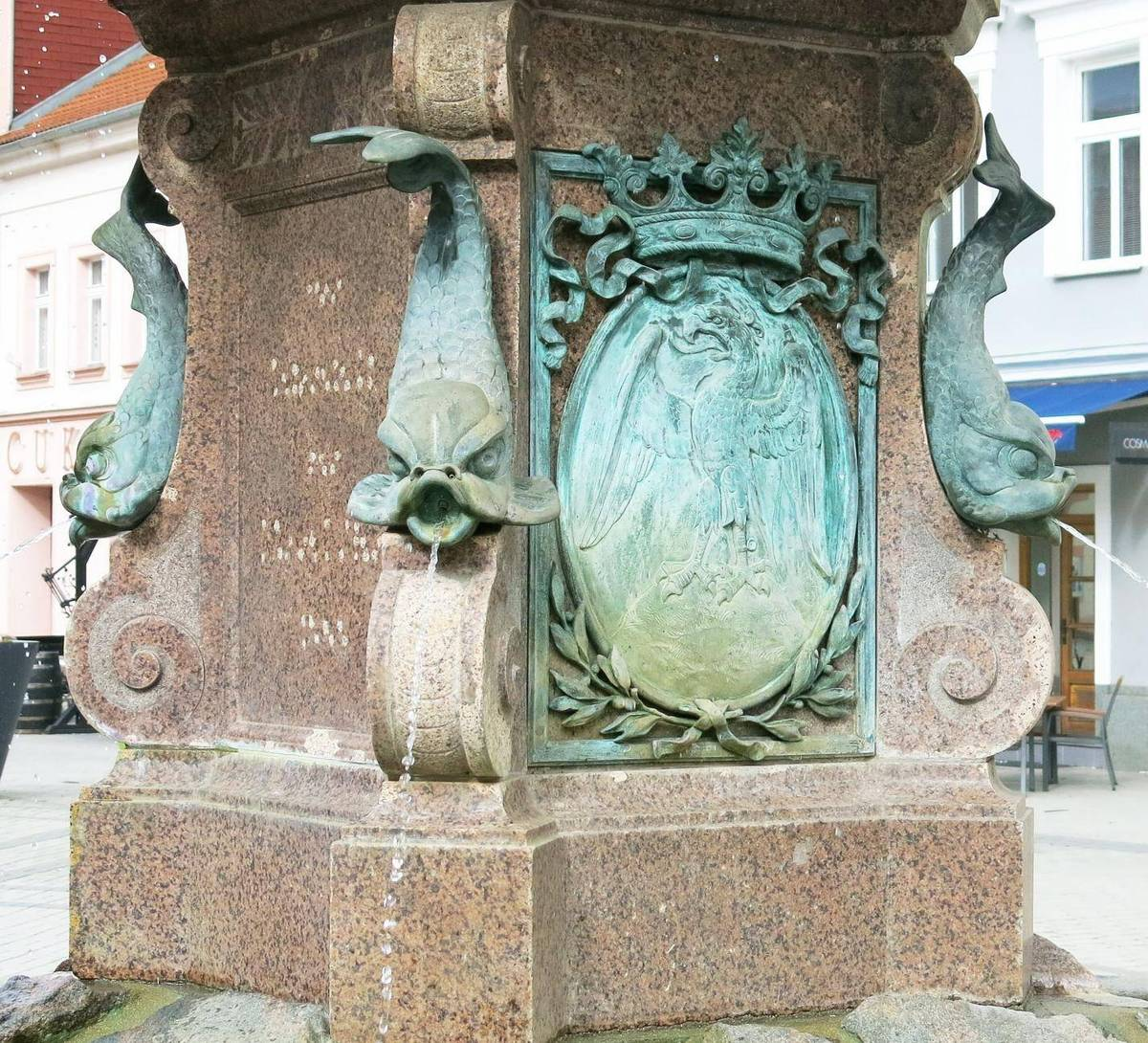
Bližší pohled na městský znak